# Хутраева, Мизалифа Магомед кызы
Мизалифа Магомед кызы Хутраева (азерб. Müzalifə Məhəmməd qızı Xutrayeva; 10 марта 1920, Закатальская губерния — ?) — советский азербайджанский табаковод, Герой Социалистического Труда (1949).

## Биография
Родилась 10 марта 1920 года в селе Каравели Закатальской губернии Азербайджанской Демократической Республики (ныне село в Балакенском районе).
В 1948—1972 годах — звеньевая, доярка колхоза имени Мир-Башира Касумова. В 1948 году получила урожай табака сорта «Трапезонд» 25,2 центнеров с гектара на площади 3 гектара.
Указом Президиума Верховного Совета СССР от 1 июля 1949 года за получение в 1948 году высоких урожаев табака Хутраевой Мизалифа Магомед кызы присвоено звание Героя Социалистического Труда с вручением ордена Ленина и золотой медали «Серп и Молот».
С 1975 года — пенсионер союзного значения, с 2002 года — президентский пенсионер.